# Amstelmeer Marathon
De Amstelmeer Marathon is een schaatswedstrijd en behoort tot de veertien natuurijsklassiekers die in Nederland op natuurijs worden gereden. De wedstrijd wordt onregelmatig (afhankelijk van de ijssituatie) gehouden op het Amstelmeer.  Start en finish zijn in Westerland. In 1963 werd er voor de eerste keer een schaatsmarathon gehouden op het Amstelmeer. Er zijn tot en met 12 januari 1997 in totaal 7 edities van de Amstelmeer Marathon georganiseerd. In 1985 werd het Nederlands kampioenschap marathonschaatsen op het Amstelmeer verreden.

## Uitslagen
|    | Jaar | Datum       | Wedstrijd                | Mannen  | Mannen               | Mannen  | Vrouwen  | Vrouwen                          | Vrouwen |
| Km | Jaar | Datum       | Wedstrijd                | Winnaar | Tijd                 | Km      | Winnares | Tijd                             |         |
| -- | ---- | ----------- | ------------------------ | ------- | -------------------- | ------- | -------- | -------------------------------- | ------- |
| 1  | 1963 | 24 februari | 1e Amstelmeer marathon   | 100     | Jan J. van der Hoorn | 3:27.15 |          |                                  |         |
| 2  | 1979 | 24 februari | 2e Amstelmeer marathon   | 80      | Arie Eriks           | 2:40.10 |          |                                  |         |
| 3  | 1982 | 17 januari  | 3e Amstelmeer marathon   | 40      | Henk Portengen       |         |          |                                  |         |
| 4  | 1985 | 17 januari  | Nederlands kampioenschap | 100     | Henri Ruitenberg     | 3:11.43 | 60       | Ineke Kooiman                    | 1:57.32 |
| 5  | 1987 | 1 februari  | 4e Amstelmeer marathon   | 100     | Jan Hopman           | 2:13.44 |          | Corine Slagter                   |         |
| 6  | 1991 | 15 februari | 5e Amstelmeer marathon   | 75      | René Ruitenberg      | 1:56.35 | 50       | Janneke Dickhout                 | 1:25.20 |
| 7  | 1996 | 28 januari  | 6e Amstelmeer marathon   | 100     | Erik Hulzebosch      |         | 50       | Jenita Smit                      |         |
| 8  | 1997 | 12 januari  | 7e Amstelmeer marathon   | 100     | Yep Kramer           | 3:01.39 | 50       | Jolanda Duivenvoorden-Grimbergen |         |